# Jatiroto (Kayen)
Jatiroto is een bestuurslaag in het regentschap Pati van de provincie Midden-Java, Indonesië. Jatiroto telt 7085 inwoners (volkstelling 2010).